# Kappa Mikey (phim)
Kappa Mikey (カッパ・マイキー Kappa maikī) là một bộ phim hoạt hình của Mỹ được sản xuất bởi Larry Schwarz. Bộ phim này được thực hiện bởi hãng phim Animation Collective của Schwarz. Bộ phim này được công chiếu vào ngày 25 tháng 2 năm 2006 và kết thúc vào ngày 20 tháng 9 năm 2008. Bộ phim này có 52 tập.
Tại Việt Nam, loạt phim ra mắt trọn bộ 52 tập đã có thuyết minh được phát sóng trên kênh An Viên - BTV9, SAM - BTV11.
Bộ phim này được đón nhận lần đầu tiên vào năm 2002, khi có thông báo rằng nhóm thiếu niên The N của Noggin sẽ đồng phát triển và phát sóng bộ phim này. Animation World Network báo cáo rằng Noggin/The N đã ký hợp đồng với tư cách là nhà đồng sản xuất. Tuy nhiên, bộ phim này đã được chuyển sang Nicktoons Network, một kênh cùng loại với Noggin. Với động thái này, nó đã trở thành loạt phim dài nửa tiếng đầu tiên được công chiếu độc quyền trên Nicktoons.

## Cốt truyện
Bộ phim này là một bản nhại (parody) của anime Nhật Bản, kể về một diễn viên trẻ người Mỹ tên là Mikey Simon, người có ngoại hình được tạo kiểu theo phim hoạt hình của phương Tây, và đến Nhật Bản để đóng vai chính trong một tokusatsu có tên "LilyMu", nơi các diễn viên chịu ảnh hưởng từ anime của họ đại diện cho những khuôn sáo anime phổ biến.
Mỗi tập phim tuân theo những bước cụ thể. Một tập phim điển hình bắt đầu với việc dàn diễn viên quay một phân đoạn của "LilyMu", nhưng cảnh quay bị hỏng, đôi khi để lộ xung đột mà các nhân vật phải giải quyết trong suốt phần còn lại của tập phim, với một tình tiết phụ chạy bên dưới cốt truyện chính. Sau khi vấn đề được giải quyết, phân đoạn "LilyMu" sẽ được quay lại và hoàn thành xuất sắc lần thứ hai, thường được viết lại để kết hợp bất kỳ bài học nào đã học được trong câu chuyện chính.
Vào sâu trong phần 2, Kappa Mikey đã ngừng chiếu phân cảnh "LilyMu" ở cuối tập phim bất cứ khi nào nó khiến tập phim quá dài, khi các nhân vật mặc đồng phục "LilyMu" của họ đủ như vậy hoặc khi họ quay thành công một phân cảnh mà không có bất kỳ chỗ nào sai lầm trước khi kết thúc.

## Nhân vật/Phân vai
- Michael Sinterniklaas vai Mikey Simon
- Sean Schemmel vai Gonard
- Gary Mack vai Guano
- Kether Donohue vai Lily
- Carrie Keranen vai Mitsuki
- Stephen Moverly vai Ozu
- Jesse Adams vai Yes Man

## Sản xuất
Tiêu đề của bộ phim này là một cách chơi chữ "kappamaki", một loại sushi. Có ý kiến cho rằng, bộ phim này là nguồn cảm hứng để đặt tên cho nhân vật tiêu đề là "Mikey" và sử dụng tiền tố "kappa". Giống như "Mikey", một "con cá ra khỏi nước" ở Nhật Bản, bản thân "kappa" là một sinh vật quỷ ở dưới nước có thể sống trên cạn. Các "kappa" lần đầu tiên xuất hiện trong bộ phim này trong tập "Kappa Mikey" vào ngày 5 tháng 8 năm 2007, nơi nguồn gốc của tiêu đề được giải thích. Thật trùng hợp, Mikey cũng chia sẻ tên của mình với diễn viên lồng tiếng.
Không giống như các phim hoạt hình khác được sản xuất vào đầu thế kỷ 21, tài sản này thuộc sở hữu của hãng phim thay cho một công ty quản lý, phim này không được thuê bên ngoài và các tập phim được viết bởi nhân viên toàn thời gian. Sau khi sản xuất các dự án dựa trên Internet và các điểm truyền hình, loạt phim này đã trở thành loạt phim hoạt hình đầu tiên của Animation Collective. Bộ phim được sản xuất tại Thành phố New York; quá trình tiền sản xuất bắt đầu vào năm 2002 và hoạt hình bắt đầu vào mùa hè năm 2005. Quá trình sản xuất hai phần kết thúc vào tháng 9 năm 2007.
Schwarz hình thành bộ phim này vào năm 2000, khi ông đang làm việc tại Rumpus Toys, một công ty thiết kế đồ chơi ở Thành phố New York, nhưng họ đã sắp xếp lại trước khi bất kỳ quá trình xây dựng bảng phân cảnh nào có thể bắt đầu. Nhiều năm sau, họ xuất hiện trở lại với tư cách là người của Animation Collective và sản xuất một cốt truyện thử nghiệm ban đầu để quảng cáo chiêu hàng cho MTV Networks, nơi các thiết kế và bối cảnh nhân vật gần giống với những gì được tìm thấy trong sê-ri "Perfect Hair Forever" dành cho người lớn, và sự hài hước cũng hướng đến người lớn hơn. Phần lớn dàn diễn viên hiện tại đã lồng tiếng cho các nhân vật của họ ngay cả trong giai đoạn đầu sản xuất.
Vào tháng 9 năm 2001, Sunbow Entertainment đã ký hợp đồng cùng sản xuất với Rumpus Toys để sản xuất loạt phim này. Công ty mẹ của Sunbow TV-Loonland AG sẽ nắm giữ quyền phân phối video tại nhà và trên toàn thế giới. Vào tháng 5 năm 2002, dự án này đã được Noggin chọn cho khối lập trình dành cho thanh thiếu niên The N. Noggin/The N đã ký thỏa thuận đồng phát triển cho bộ phim, trong khi Animation Collective giữ bản quyền của loạt phim và tiếp quản quyền phân phối từ TV-Loonland. Chương trình đã được trang bị lại để thu hút nhóm nhân khẩu học trẻ hơn một chút so với khán giả chính từ 18-34 tuổi của MTV. Vì những lý do không rõ, Sunbow sau đó đã rút khỏi thỏa thuận và vào thời điểm hoạt hình hoàn thành, The N đã chuyển nhiều hơn sang các chương trình hành động trực tiếp và Kappa Mikey đã được chuyển đến Mạng lưới Nicktoons trẻ hơn, nơi loạt phim đã được điều chỉnh thậm chí hơn nữa để hướng đến đối tượng là trẻ nhỏ. Tài năng lồng tiếng thường là người địa phương và âm thanh của nó được ghi lại tại NYAV Post có trụ sở tại Manhattan, công ty chuyên sở hữu Michael Sinterniklaas. Larry Schwarz, cùng với các nhà sản xuất điều hành khác, giám sát tất cả các giai đoạn sản xuất, nhưng chỉ viết phần ghi công cho tập thử nghiệm, bao gồm "Mikey Impossible" và "A Christmas Mikey". Tất cả các tập phim đều do Sergei Aniskov đạo diễn. Phần nhạc được sáng tác bởi John Angier, người cũng đã viết lời cho các bài hát, như "The Recycling Song", "Ori and Yori's Hits", "Living With Mikey", "How Did We Get Here?" và các bài hát trong "The Karaoke Episode".
Sê-ri được làm chuyển động bằng Adobe Flash, với công nghệ mô phỏng hình ảnh bằng máy tính (CGI), và được hiển thị bằng Maya. Để nhấn mạnh hơn nữa sự tương phản trong phong cách hoạt hình, một nhóm họa sĩ hoạt hình được giao cho các nhân vật anime và một nhóm khác phụ trách Mikey và các nhân vật người Mỹ khác. Các phương tiện trên "LilyMu" và xung quanh Tokyo, cũng như vũ khí, khinh khí cầu Gonard, tàu của Vua hải tặc, Máy Karaoke Genie, v.v., được tạo trong Maya và xuất sang Flash bằng Bộ lọc Toon. Nền được tạo mô hình trong Maya và kết cấu, chi tiết và các "Clouds" được thêm vào trong Photoshop. Một số hình nền được lấy cảm hứng từ các địa điểm thực tế ở Tokyo. Các nhân vật theo phong cách anime của chương trình thể hiện với việc dùng quá nhiều lỗi trên khuôn mặt một cách hài hước, chẳng hạn như khuôn mặt và/hoặc cơ thể biến thành một ngoại hình phóng đại hoặc trở nên nhỏ hơn nhiều. Điều này cho phép các nhà làm phim hoạt hình có nhiều quyền kiểm soát hơn đối với diện mạo và hành động của một nhân vật so với nhiều chương trình Flash khác và họ không phải lúc nào cũng phải giống người mẫu. Bộ phim sử dụng những khuôn sáo phổ biến trong anime, bao gồm giọt mồ hôi, đường kẻ trên mắt hoặc không có mắt, đầu to, mắt rực lửa và cơ thể nhỏ lại. Đôi khi Mikey sẽ cố gắng làm những điều này, đó là một trong những trò đùa của chương trình, nhưng không thể do được vẽ theo phong cách Mỹ.

## "Dancing Sushi"
"Dancing Sushi" là một sê-ri phụ dựa trên các đoạn quảng cáo ngắn trong sê-ri. Bộ truyện có bốn nhân vật - Salmon, Larry, Roro và Meep - tất cả đều muốn trở thành ngôi sao nhạc pop lớn nhất thế giới. Không giống như bộ truyện chính, Dancing Sushi không có bất kỳ đoạn hội thoại nào. Các nhân vật này được "lồng tiếng" bởi những cá nhân có liên quan đến loạt phim Kappa Mikey gốc, bao gồm cả John Angier, nhà soạn nhạc của loạt phim và đạo diễn John Holt.
Dancing Sushi được sản xuất từ tháng 10 năm 2007 đến tháng 12 năm 2007. Nó được dự định là một cách để tiếp tục mang đến cho người hâm mộ Kappa Mikey nhiều loại nhân vật giống nhau hơn trong cùng một vũ trụ và cũng để giữ cho các nhà làm phim hoạt hình làm việc trong quá trình chuyển đổi giữa hai phần chính của hãng phim. "Speed Racer: The Next Generation" đã được sản xuất ngay sau đó. Tại một thời điểm, người ta đã cân nhắc việc đưa một số nhân vật Kappa Mikey vào bộ truyện này.